# Doka
Doka GmbH er en østrigsk producent af forskalling til brug i byggebranchen. Det er et datterselskab til Umdasch Group AG i Amstetten, Niederösterreich. Doka har 7.401 ansatte og 160 datterselskaber i 60 lande. Umdasch Group AG havde i 2020 en årsomsætning på 1,4 mia. euro.